# Jan Wilde
Jan Wilde (ur. ok. 1438, zm. 17 grudnia 1532) – biskup pomocniczy kamieński i warmiński.
Był członkiem zakonu augustianów–eremitów. Studiował teologię. Pełnił funkcje proboszcza w Wilczkowie, kanonika kapituły kamieńskiej i wikariusza generalnego biskupa kamieńskiego. 12 marca 1495 przyjął w Rzymie sakrę biskupią jako biskup tytularny krymskiego Sembalonu (Cembalo) oraz biskup pomocniczy kamieński.
Od ok. 1498 był biskupem pomocniczym diecezji warmińskiej (przy kolejnych biskupach Łukaszu Watzenrode, Fabianie Luzjańskim i Maurycym Ferberze). Dodatkowo pełnił obowiązki proboszcza w Kiwitach.
Pochowany w kościele Świętych Apostołów Piotra i Pawła w Kiwitach.